# 토마스 보 라르센
토마스 보 라르센(덴마크어: Thomas Bo Larsen, 1963년 11월 27일 ~ )은 덴마크의 배우이다.

## 출연 작품
- 어나더 라운드 (2020) - 토미 역
- 파크 (2016)
- 더 아이디어리스트 (2015)
- 더 웨이브 (2015)
- 세컨 찬스 (2014)
- 더 헌트 (2012)
- 오리지널 (2009)
- 디어 웬디 (2004)
- 굿 캅 (2004)
- 토레몰리노스 73 (2003)
- 곰이 되고 싶어요 (2002)
- 카운트 악셀 (2001)
- 모나스 베르덴 (2001)
- 미라클 (2000)
- 어머니와 아들 (2000)
- 러브 히컵 (1999)
- 엔젤 오브 나이트 (1998)
- 셀레브레이션 (1998)
- 푸셔 (1996)
- 파이널 아워 (1995)